# Glashus
Glashus er en dansk kortfilm fra 2005 med instruktion og manuskript af Kræsten Kusk.

## Handling
Niels skal dø og forbereder sig på at tage afsted. Han vil findes ren og pæn på det helt rigtige sted i haven. Men da han er klar, dukker en kvinde fra hans fortid op.